# Eliza Mello
Eliza Gonçalves de Mello, ou simplesmente Eliza M., como assinava suas pinturas (Monte Azul Paulista, 6 de julho de 1910 — 23 de julho de 1996), foi uma artista autodidata do movimento artístico denominado naïf (arte ingênua, em francês). 

## Biografia
Eliza era filha de Joaquim Gonzales Santana e Generosa Vicente Santana, nasceu em Monte Azul Paulista no dia 6 de julho de 1910. Seus irmãos eram: Manuel; Alfredo; Helena; Josefa; Maria; Darcilia e Amparo.
Morou muitos anos na cidade de Mirassol, onde casou-se com Antonio Moreira de Mello e tiveram seis filhos: Ismael; Valter; Ismênia; Paulo; Valdir e Sonia. Por volta de 1947, mudaram-se para a capital, São Paulo. Era uma casa de aluguel. Situava-se à rua Maria Cândida, no bairro de V. Guilherme. 
Eliza, junto de seu marido, Antonio, que tinham uma pequena colchoaria ali perto de onde moravam, produziam e reformavam colchões de clina (vegetal), que tinham muita aceitação na época. Quando Eliza terminava os seus afazeres cotidianos; Antonio, quando terminava o seu turno de trabalho nas I. R. F. Matarazzo, onde era operário; os dois iam para a colchoaria, ganhar um “dinheirinho” a mais, para juntar e comprar um terreno para construir a desejada casa própria, objetivo que conseguiram, por volta de 1951: mudaram-se para a nova casa, ainda inacabada, à rua Gabriel Orífice, 193, na Vila Mazzei, sub-distrito de Santana, São Paulo.
A artista faleceu aos 86 anos, por insuficiência respiratória e acidente vascular encefálico, em 23 de julho de 1996.

## Obra
A artista fez muito artesanato: Flores em papel crepom, também em tecido; abajures decorados; grinaldas para noivas e tantas outras coisas. Aos 60 anos de idade, já viúva, “descobriu-se” na pintura naïf buscando inspiração na alma, cenas do cotidiano, festas populares, e muita alegria, o que pode ser visto em suas obras. Irrequieta, pintava sobre tecidos; madeira; tela; murais. como constatado através dos catálogos, matérias na imprensa, etc.
José Nazareno Mimessi, que organizou a coleção da artista no Museu de Arte Primitiva de Assis em 1988, disse sobre ela:
"Os temas dessa pintora, que só foi descoberta em 1980 (por Lourdes Cedran e Roberto Rugiero) [...] vêm diretamente do seu passado, ou melhor, de sua infância que costuma retornar nos momentos mais inesperados sob a forma de sonhos tão vívidos e coloridos que a obrigam a levantar as altas horas da noite para registrá-los num esboço que depois será completado em sua própria cozinha que funciona como atelier. [...]
"Suas pinceladas são decididas, suas cores fortes e vibrantes e sua composição plástica é extremamente rigorosa. Tudo é pensado, medido e equilibrado, evidenciando um alto domínio do ofício de pintar, sem que isso impeça o afloramento do onírico e do intuitivo, este criteriosamente organizado, de modo a não se dispersar, perdendo assim sua força de origem. Ela põe tudo em ordem, todos bem vestidos e comportados. Casas pintadas de novo, mesas arranjadas, rendas, jardins, flores [...] caminhos floridos, árvores frondosas, frutos, ninhos, famílias felizes, bichos de estimação, céus azuis, sóis vibrando, pássaros, veleiros singrando os mares com os nomes de Felicidade, Paz, Amor ou Fé".
A obra de Eliza Gonçalves de Mello consta nos principais dicionários de artes plásticas brasileiras, os de Roberto Pontual, Flávio de Aquino, Carlos Cavalcanti e Walmir Ayala.
É considerada uma referência entre os artistas naïf nacionais. Recebeu medalha de prata no III Salão de Artes Plásticas de Mococa em 1986 e menção honrosa no IV Salão de 1987, o Prêmio Aquisição na Mostra Nacional de Arte Ingênua e Primitiva de 1986; Referência Especial na Mostra de 1987, e por indicação do juri de 1987, teve uma sala especial na Mostra de 1988. Expôs na Bienal Naïfs do Brasil de 1996 e teve uma sala especial na Bienal de 2002. Expôs com artistas brasileiros em Tóquio e tem obras no Museu de Arte Primitiva de Assis.

## Leituras adicionais
- Pereira, Jesus Vasquez (coord.). Bienal Naïfs do Brasil, 3. São Paulo: SESC SP, 1996
- Dränger, Carlos (coord.). Pop Brasil: arte popular e o popular na arte. São Paulo: CCBB, 2002
- Nascimento, Antonio do (cur.). Bienal Naïfs do Brasil 2002. Piracicaba: Sesc Piracicaba, 2002
- "Eliza M".. In: Enciclopédia Itaú Cultural de Arte e Cultura Brasileira. São Paulo: Itaú Cultural, 2022. Acesso em 09 de setembro de 2022